# Galerudolphia
Galerudolphia là một chi bọ cánh cứng trong họ Chrysomelidae.
Chi này được miêu tả khoa học năm 1949 bởi Hincks.

## Các loài
Các loài trong chi này gồm:
- Galerudolphia angolae Bolz & Wagner, 2005
- Galerudolphia epipleuralis (Jacoby, 1907)
- Galerudolphia frontalis (Laboissiere, 1919)
- Galerudolphia gertiae Bolz & Wagner, 2005
- Galerudolphia marginata (Jacoby, 1907)
- Galerudolphia martini Bolz & Wagner, 2005
- Galerudolphia minor (Weise, 1902)
- Galerudolphia namibiae Bolz & Wagner, 2005
- Galerudolphia nigroapicalis Bolz & Wagner, 2005
- Galerudolphia pallida (Jacoby, 1899)
- Galerudolphia peterhelmuti Bolz & Wagner, 2005
- Galerudolphia ruwenzorica Bolz & Wagner, 2005
- Galerudolphia stephani Bolz & Wagner, 2005
- Galerudolphia viridis Bolz & Wagner, 2005